# George Pardee
George Cooper Pardee (San Francisco, 25 luglio 1857 – Oakland, 1º settembre 1941) è stato un politico statunitense.
È stato il governatore della California dal gennaio 1903 al gennaio 1907. Rappresentante del Partito Repubblicano, è stato il secondo governatore nato in California ad assumere la carica di governatore dello Stato dopo Romualdo Pacheco. Dal marzo 1893 al marzo 1895 è stato sindaco di Oakland.